# Айлоке
Айло̀ке (на италиански: Ailoche; на пиемонтски: Anloche, Анлоке) е село и община в Северна Италия, провинция Биела, регион Пиемонт. Разположено е на 569 m надморска височина. Населението на общината е 330 души (към 2011 г.).